# Copto (Egitto)
Copto (o anticamente, in lingua egizia,  Gbtw, pronunciato convenzionalmente Ghebtu) è una città dell'antico Egitto, che sorgeva nel luogo dove si trova oggi Qift. Copto fu capitale del quinto nomo dell'Alto Egitto. Durante le prime fasi della cristianizzazione dell'Egitto la città ospitò numerosi monasteri.
Della città sono rimaste le rovine del tempio del dio Min, di cui era il principale luogo di culto, eretto durante il Medio Regno e importanti resti di epoca tolemaica. Vi sono stati ritrovati, in particolare, i documenti noti con il nome di Decreti di Copto.

## Galleria d'immagini
Reperti archeologici di Copto

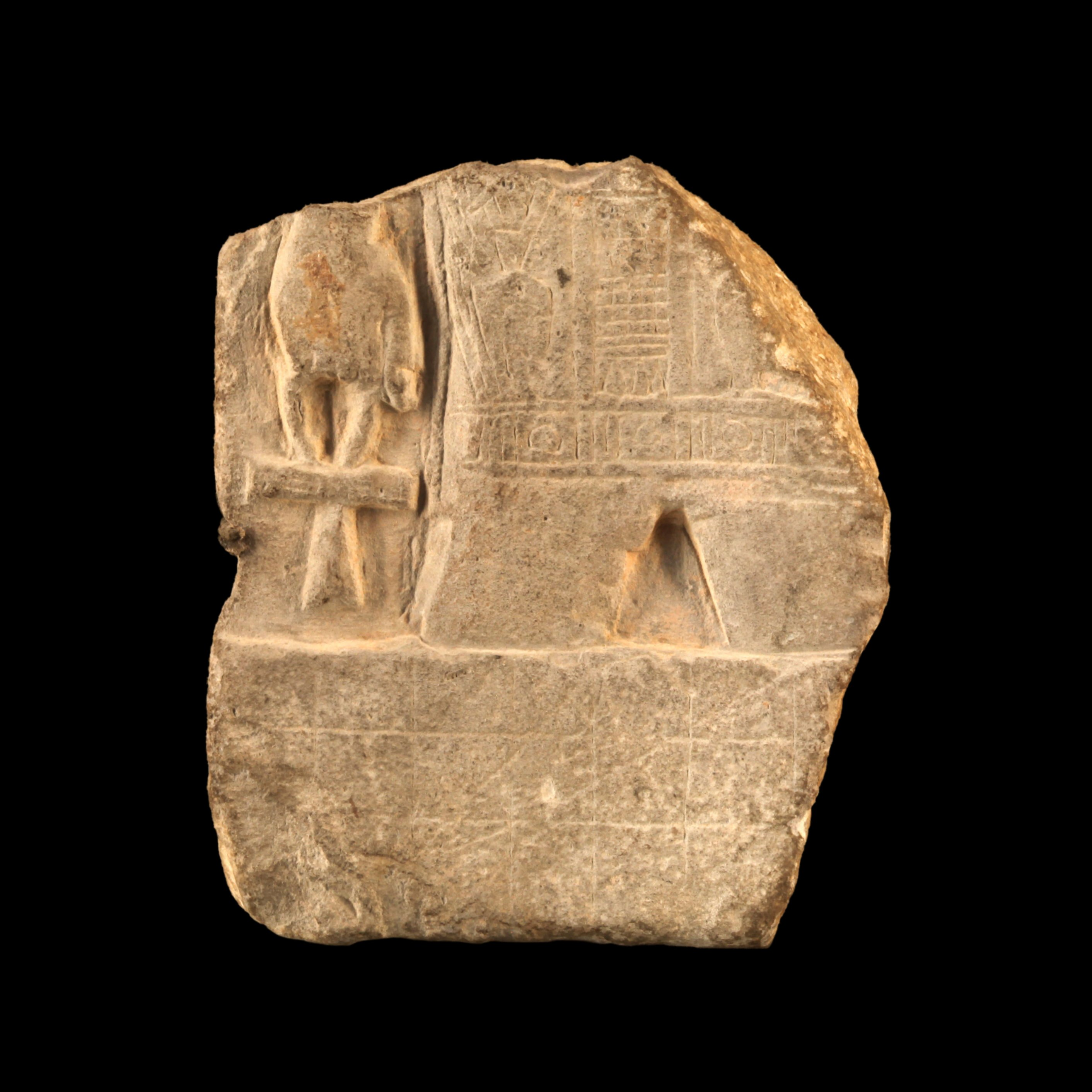
Divinità con ankh
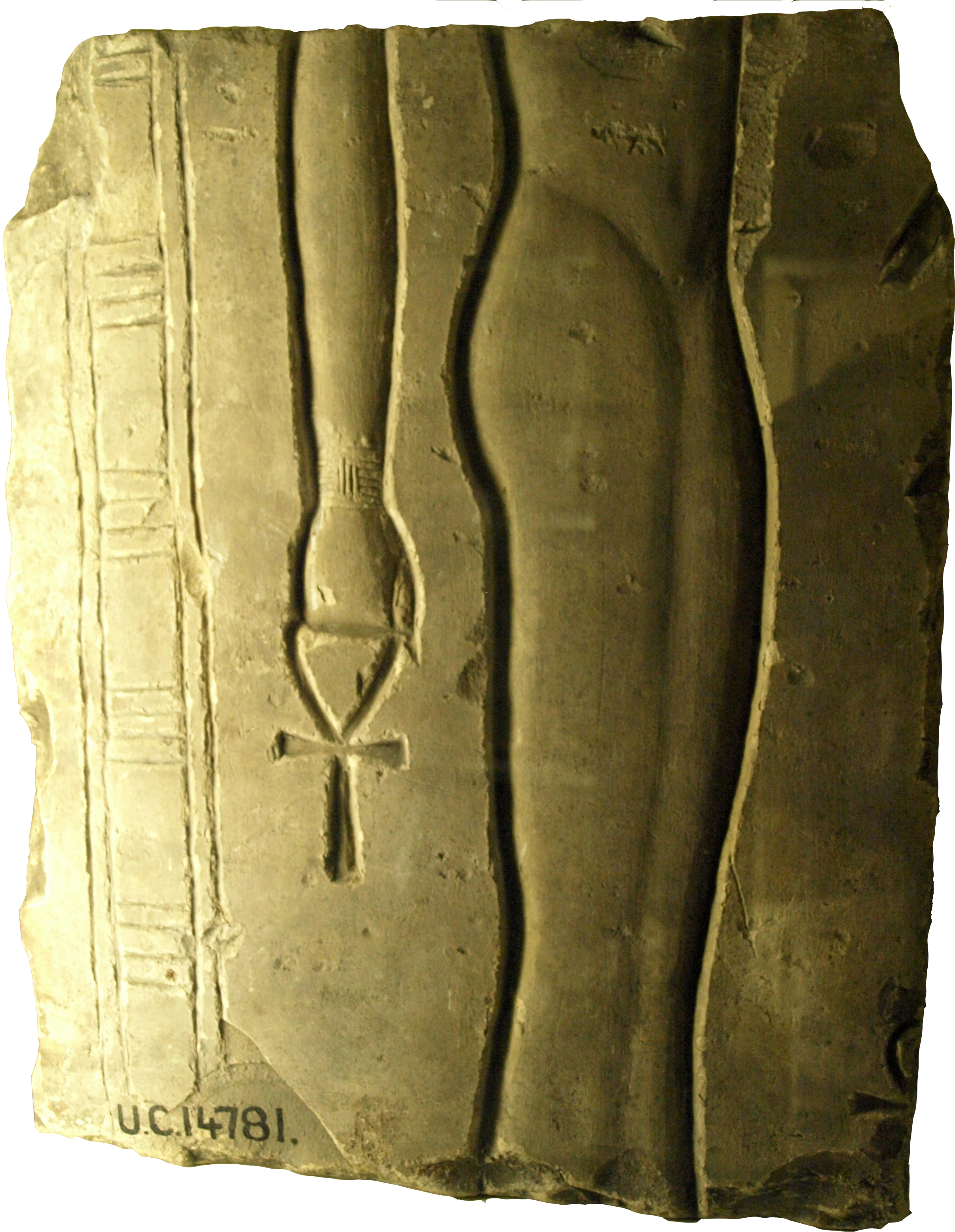
Divinità con ankh
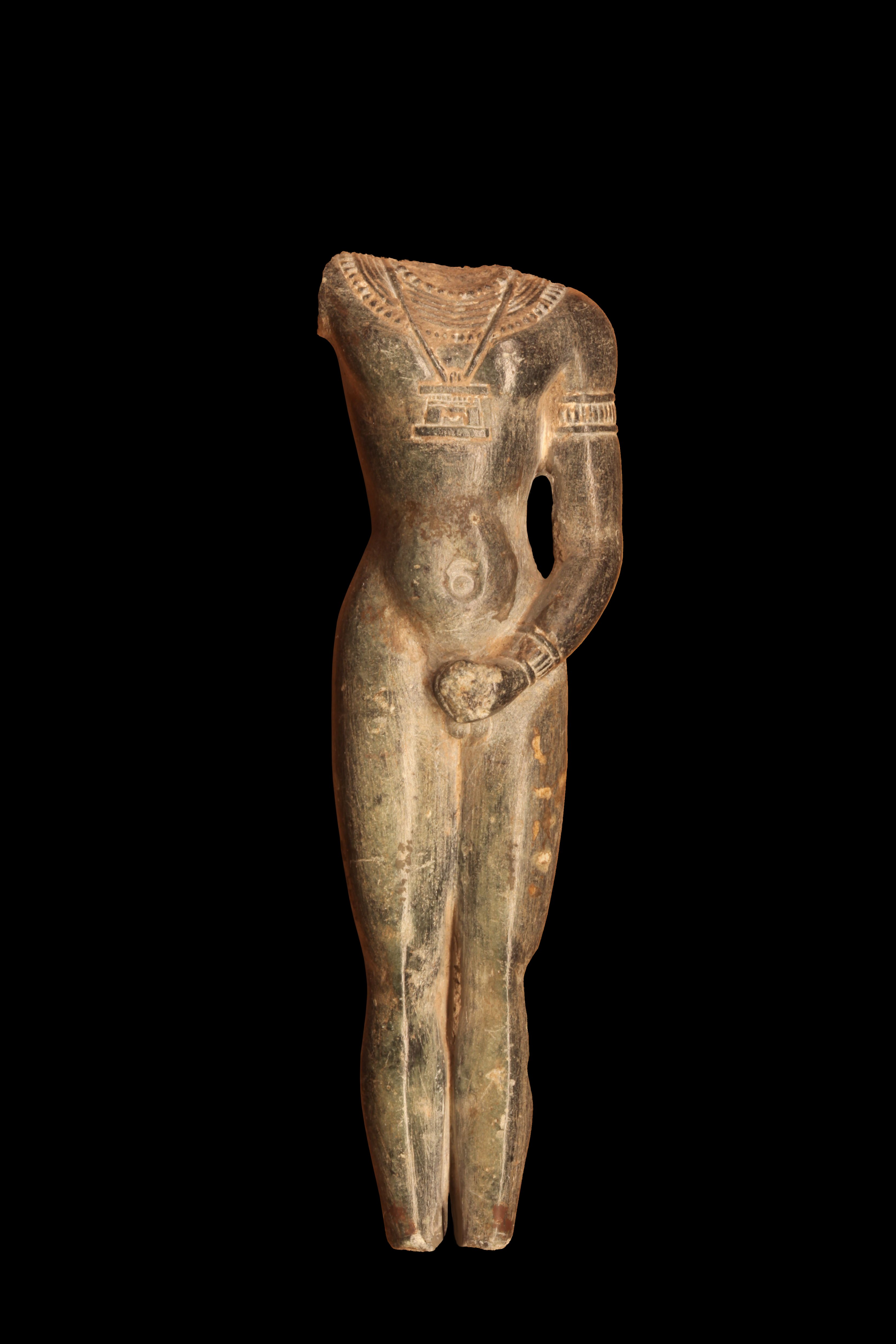
Il dio Min
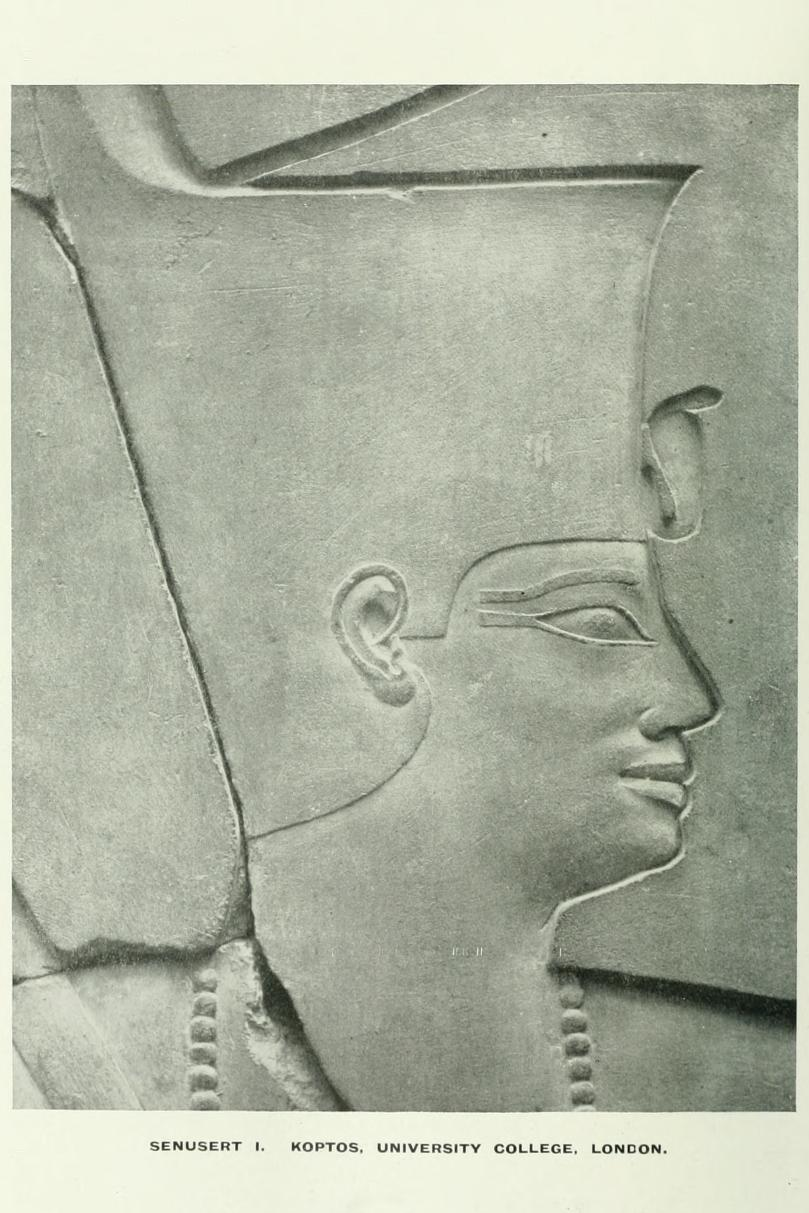
Faraone Sesostri I
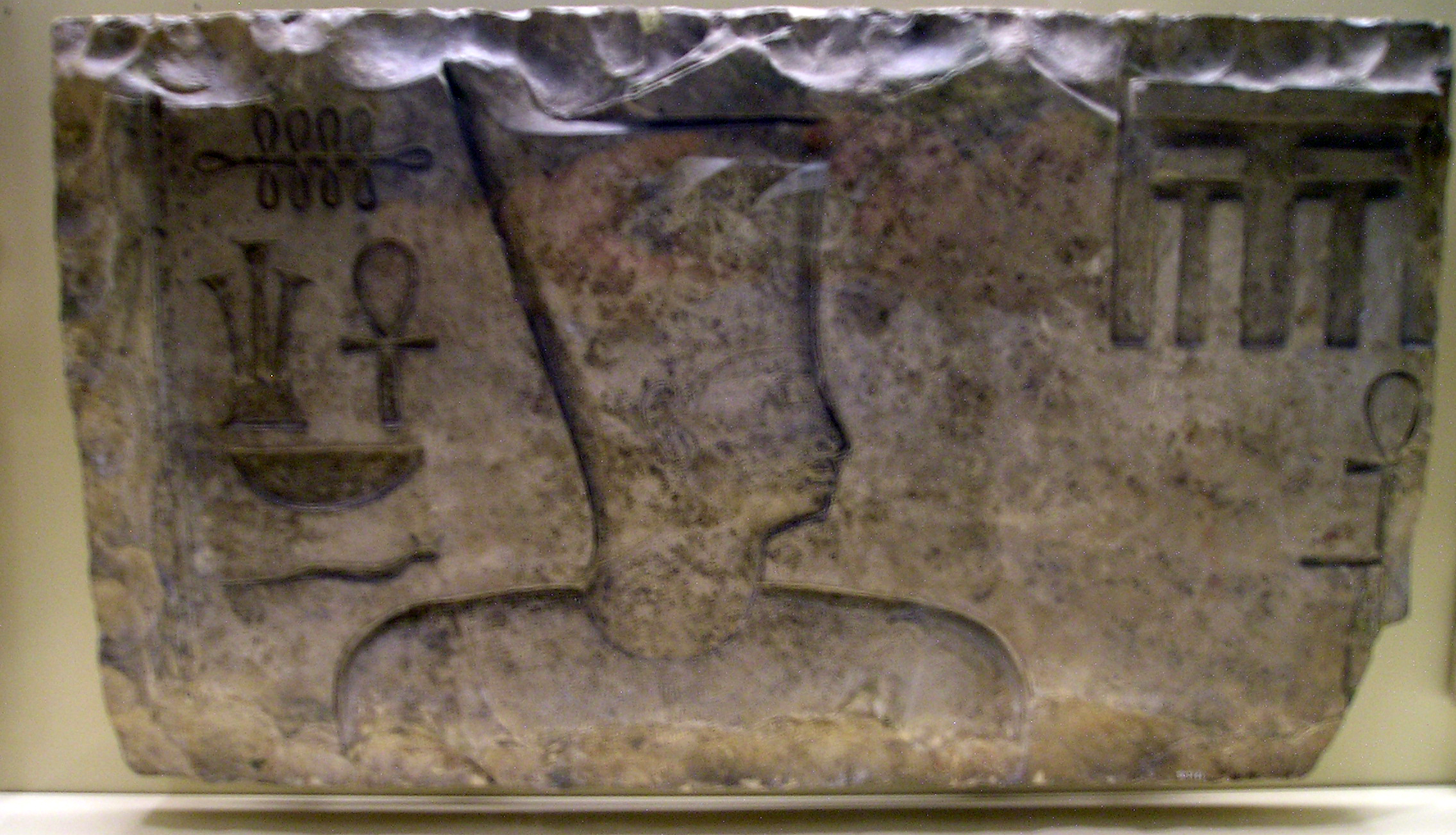
Faraone Sesostri I
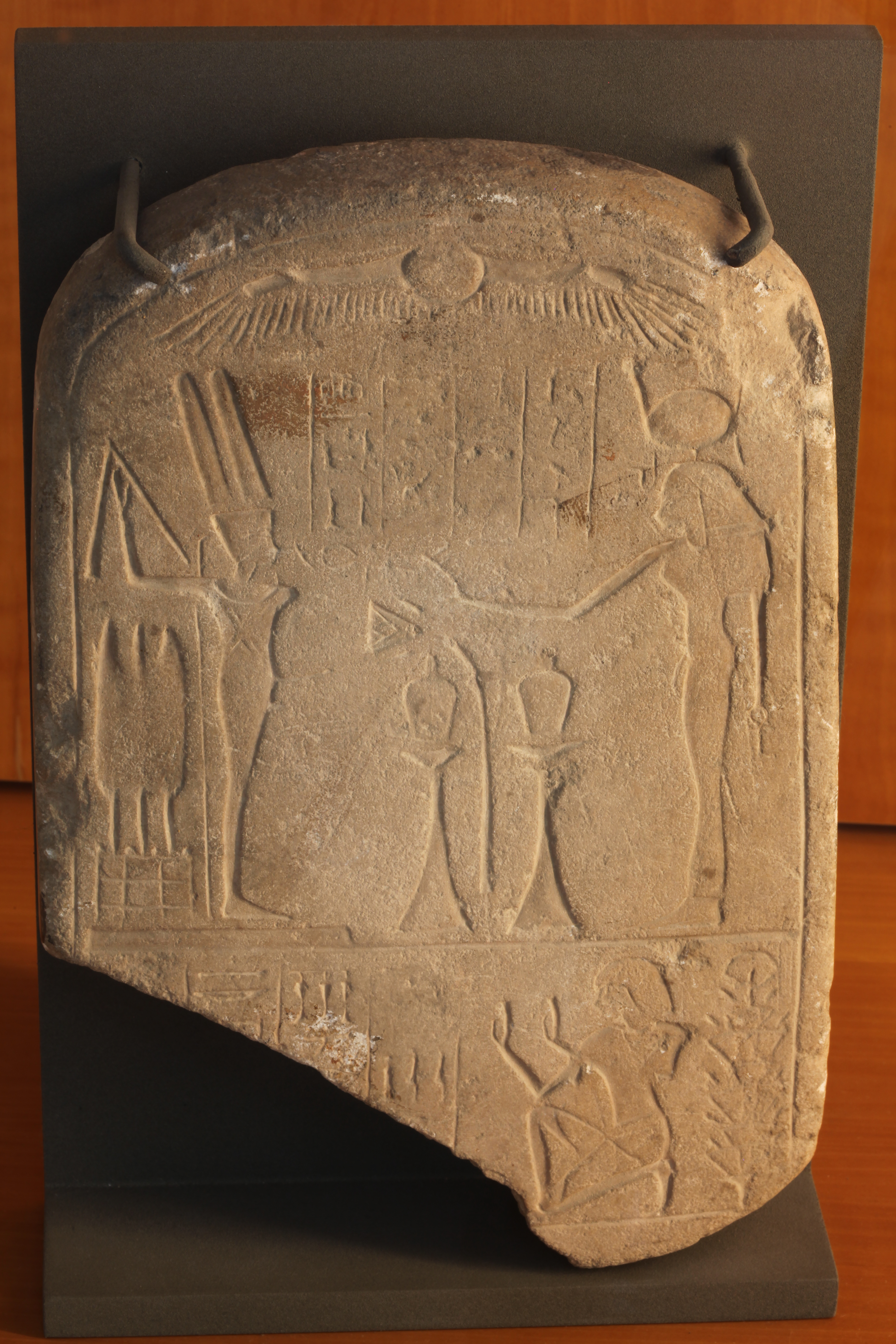
Stele con Amon-Ra-Kamutef e Iside-Hathor